# 兜尖卷叶杜鹃
兜尖卷叶杜鹃（学名：Rhododendron roxieanum var. cucullatum）为杜鹃花科杜鹃花属下的一个变种。

## 扩展阅读
- 維基物種上的相關：兜尖卷叶杜鹃